# Дюссельдорфская школа живописи
Дюссельдорфская школа живописи — одна из влиятельных западноевропейских школ живописи, сформированная группой немецких художников, которые преподавали или учились в Дюссельдорфской академии искусств в первой половине XIX века.

## История
Художественная школа сложилась в связи с основанием в 1819 году в Дюссельдорфе Академии искусств, первый директор которой Петер фон Корнелиус направлял её деятельность в русло романтизма.
Его преемник на посту директора Академии Вильгельм фон Шадов (1826—1859) стал фактическим основателем дюссельдорфской художественной школы. При нём сформировались отдельные течения: национально-исторические сюжеты трактовались в сентиментально-романтическом (К. Ф. Зон, Т. Гильдебрандт), эпико-героическом (А. Ретель) и даже в оппозиционно-антикатолическом (К. Ф. Лессинг) духе; развивался реалистический пейзаж (Освальд и Андреас Ахенбах); в бытовом жанре тенденции к социально-критическому реализму (И. П. Газенклевер, Ю. Гюбнер) в 1850-х годах были вытеснены идиллическими сценами из бюргерского и традиционного крестьянского быта (Л. Кнаус, Б. Вотье).
Выпускниками Дюссельдорфской академии искусств были многие представители почти всех европейских стран, США, Канады и Австралии. Но самое большое число последователей школы оказалось впоследствии в США, где они стали основателями так называемой Школы реки Гудзон — группы американских живописцев-пейзажистов. Выпускники академии знакомили заокеанских художников с традициями дюссельдорфской школы живописи, открывая там свои художественные школы.
Последователями школы создан ряд монументальных произведений на исторические и религиозные сюжеты.
Выдающихся успехов Дюссельдорфская школа живописи достигла в области изображения пейзажа. Работы последователей школы характеризуются точностью мелких деталей причудливых пейзажей, часто с большим количеством религиозных или аллегорических фигур.
Последнее поколение художников Дюссельдорфской школы живописи конца XIX — начала XX века создало новое объединение художников «Зондербунд».
Первая мировая война завершила почти столетнюю деятельность Дюссельдорфской школы живописи.

## Видные представители дюссельдорфской художественной школы
За период с 1819 по 1918 год представителями школы были около 4000 художников, в том числе:
| - Арбо, Петер Николай - Армстронг, Томас - Беккер, Якоб - Берг, Гуннар - Беренс, Петер - Берд, Уильям Холбрук - Бёклин, Арнольд - Бирштадт, Альберт - Блайбтрой, Георг - Буш, Вильгельм - Вимар, Карл - Вудвиль, Ричард Кейтон - Гуде, Ханс - Даль, Ханс - Залентин, Губерт - Зиммлер, Вильгельм - Зон, Карл Фердинанд - Иттенбах, Франц - Йенсен, Макс - Йерихау-Бауман, Элизабет - Калам, Александр | - Кампф, Артур - Кампхаузен, Вильгельм - Каппелен, Герман Август - Каульбах, Вильгельм фон - Коллер, Рудольф - Крофтс, Эрнест - Лагерхольм, Вильгельмина - Лайкмаа, Антс - Ланг, Йозеф Адольф - Ланге, Юлиус (художник) - Лембрук, Вильгельм - Линдегрен, Амалия - Макензен, Фриц - Макке, Август - Мальмстрём, Август - Мельхерс, Гари - Модерзон, Отто - Мункачи, Михай - Мюкке, Генрих - Мюкке, Карл Эмиль - Мюллер, Карл - Мюллер, Мортен - Нортен, Адольф | - Рауд, Кристьян - Рауд, Пауль - Тальберг, Аксель - Тидеманд, Адольф - Турманн, Педер Каппелен - Уолтон, Эдвард - Ури, Лессер - Хертервиг, Ларс - Хётгер, Бернгард - Хильдебрандт, Фердинанд Теодор - Хюбнер, Карл Вильгельм - Хюнтен, Эмиль - Фай, Йозеф - Фай, Людвиг - Фельтен, Иоганн - Фогелер, Генрих - Фридлендер, Фридрих - Ширмер, Иоганн Вильгельм - Шишкин, Иван Иванович - Шрейер, Адольф - Шрёдтер, Адольф - Эдер, Георг - Янсен, Иоганн Петер Теодор - Янссен, Карл |